# John Ball (golf)
Pour les articles homonymes, voir John Ball et Ball.
John Ball Junior né le 24 décembre 1861 à Hoylake et décédé le 2 décembre 1940, était un golfeur amateur anglais considéré comme l'un des meilleurs à la fin du XIXe siècle et du début du XXe siècle en étant le premier amateur à remporter l'Open britannique en 1890, par ailleurs il s'est imposé à huit reprises au championnat de golf amateur de Grande-Bretagne (1888, 1890, 1892, 1894, 1899, 1907, 1910 et 1912) dont il détient le record de victoires.
Ball est né à Hoylake dans le Merseyside (Angleterre) en 1861. Après avoir remporté le championnat de golf amateur de Grande-Bretagne en 1888, il devient le premier anglais né en Angleterre à remporter le prestigieux Open britannique en 1890 tout en gagnant son second championnat amateur, devenant ainsi le premier à réaliser le doublé la même année (seul Bobby Jones est parvenu à rééditer cet exploit en 1930). Il s'est imposé à six nouvelles reprises dans ce championnat avec un total record de 8 titres en tout. Il est parvenu également en finale de l'Open britannique en 1892.
En 1977, il est introduit au World Golf Hall of Fame à titre posthume.